# Marquinhos (cầu thủ bóng đá, sinh 2003)
Marcus Vinicius Oliveira Alencar (sinh ngày 7 tháng 4 năm 2003), thường được biết đến với cái tên Marquinhos, là một cầu thủ bóng đá chuyên nghiệp người Brasil thi đấu ở vị trí tiền vệ cánh phải cho câu lạc bộ Nantes tại Ligue 1 theo dạng cho mượn từ câu lạc bộ Premier League Arsenal.

## Danh hiệu
São Paulo
- Campeonato Paulista: 2021[2]